# 教束
《教束》（英語：Limited Education），是香港電視娛樂製作關於香港教育制度的電視劇，於2019年6月10日至7月5日，逢星期一至五21:30於ViuTV播出。劇集由陳秀雯、廖啟智、劉俊謙及岑珈其聯合主演。
此劇亦是廖啟智生前最後一套拍攝的ViuTV劇集，為其電視劇遺作。

## 故事大綱
地區名校馬修書院，由老師以至學生都陷於汰弱留強的湧浪中。教績平平的盧Sir（劉俊謙 飾）長期受排擠，徘徊在淘汰邊緣；他任教的5C班與精英學生勢成水火，備受欺壓。學生會選舉中，盧Sir協助以賢仔（岑珈其 飾）和莊子（周漢寧 飾）為首的素人內閣「不老騎士」，成功打破精英學生壟斷。惟此時，另一場直資風波又捲至，令學校不同黨派的老師疲於奔命。

## 角色列表

### 馬修書院

#### 管理層及教職員
| 演員   | 角色      | 簡介 | 出場集數                                                  |
| 廖啟智 | 梁文海    | 梁校長 馬修書院校長 馬修書院第二屆畢業生 梁智揚之父 想將馬修書院轉成直資 於麥浩賢中一時暗地裏把他與鄧學謙對調，使鄧學謙能夠入讀精英班 於第9集因不老騎士的勝出而斥責梁智揚 於第12集提供更優厚的條件給盧文達，從而取得林美芬向學校以外游說馬修書院反直資的校董名單 於第16集解僱林美芬，以繼續推行馬修書院轉直資計劃 於第19集將校方威迫學生會支持馬修書院轉直資一事推卸給梁智揚，並將其停職 於第20集被校友會向校董會提出彈劾，最終下台                                                             | 第1集、第5集、 第7至16集、 第18至20集                     |
| 陳秀雯 | 林美芬    | 林副校 馬修書院副校長，於第16集被梁文海辭退 馬修書院第五屆畢業生 曾經為「教改小組」成員，但認為馬修書院僅為屋邨學校，不適合推行直資計劃 暗地裏叫盧文達另組一隊學生會，以利用其對抗梁文海的直資計劃 於第13集因盧文達為自身利益轉為支持馬修書院轉直資，而改為利用麥浩賢對抗梁文海 於第20集成功說服梁寶儀，令家教會反對馬修書院轉直資計劃 | 第1至16集、 第18至20集                                    |
| 劉俊謙 | 盧文達    | 盧Sir、達哥 Yoyo之男友，後於第18集分手 與梁智揚不和 2013年於香港教育學院畢業，現為中文科合約教師 5C班班主任兼中文科教師 被林美芬得知其向學生預先派發試題而受威脅，成為「不老騎士」指導老師，並聯同其反對梁文海轉直資計劃 於第6集進行家訪後，提議「不老騎士」為學生提供騎士飯盒以爭取學生會選票 於第12集因為梁文海提供的更優厚條件，而改為支持馬修書院轉直資計劃 於第18集因為莊子民自殺一事，再次反對馬修書院轉直資計劃 於第20集找回對教育的初衷，離開馬修書院，被學生認同其為「春風化雨盧文達」 | 第1集起                                                   |
| 朱栢謙 | 梁智揚    | 梁Sir、Louis、小器梁 梁文海兒子 中文科主任、5A班中文科教師 「Oasis」、評議會指導老師 於第10集欽點「Oasis」原班人馬組成評議會，負責箝制及監察「不老騎士」在學校的一舉一動 於第14集叫評議會眾人收集支持馬修書院轉直資的校友的意見，製造假數據給予教育局 於第19集因莊子民自殺，並供出校方威迫學生會支持馬修書院轉成直資一事，頂替梁文海承擔責任而被其停職，並接受教育專業人員操守議會紀律聆訊 於第20集向教育局官員指責梁文海將所有責任推至其身上                                                   | 第1至2集、 第4至5集、 第7至12集、 第14至15集、 第18至20集 |
| 鍾雪瑩 | Bonix     | 教學助理 支持「不老騎士」並默默地幫助他們 | 第1集、 第3至7集、 第9至12集、 第16集、第20集             |
| 黃澤鋒 | 關 西     | 關Sir 體育科主任 盧文達之好友 | 第1至4集、 第8至9集、 第11集、第19集、第20集              |
| 唐韋琪 | Miss Chan | 經濟科主任 支持「Oasis」成為學生會 於第12集鼓勵鄧學謙組隊參加「創業720」比賽，從而令鄧學謙及莊子民的關係變回友好 | 第1集、第3集、 第9集、 第11至13集、 第19集                |
| 劉維玲 | Miss Chau | 家政科主任 品嚐過「不老騎士」成員等人煮的咖喱後，支持他們成為學生會 | 第1至2集、 第7集、第9集、 第11至12集、 第19集             |
| 朱偉業 | 白維德    | 白Sir 化學科主任 支持「Oasis」成為學生會 | 第1集、第3集、 第7集、第9集、 第11集                      |
| 鄭兆庭 | 任曉鋒    | 任Sir、驚Sir 數學科主任 支持「Oasis」成為學生會 | 第1集、第3集、 第9至10集                                  |
| 練詠琴 | 樂穎晞    | Miss Lok 音樂科主任 個性十分記仇 支持「Oasis」成為學生會 | 第1集、第3集、 第9集、第11集                              |

#### 學生會「不老騎士」成員
- 競選口號：「不老騎士，為你做事。」

| 演員   | 角色   | 簡介 | 出場集數           |
| 岑珈其 | 麥浩賢 | 賢仔、腎仔 5C班學生、「不老騎士」會長 學生會主席，於第19集辭職 從小與莊子民為朋友，於第14集得知其偷錢，但選擇向學生會眾人隱瞞 居住在兒童之家 上年度記缺點五次、小過一次，成績一直徘徊在留級邊緣 中一時原為精英班學生，但由於鄧學謙為馬修書院難得一見的資優生而被逼與麥浩賢作出對調，因而憎恨鄧學謙，直至鄧學謙得知莊子民自殺後，對自己所做的事情感到內疚而原諒他 反對馬修書院轉為直資，但受梁文海威脅而被迫於諮詢大會以學生會主席身份表態支持 於第15集獲梁文海提名「校長推薦計畫」 | 第1集起            |
| 周漢寧 | 莊子民 | 莊子 5C班學生、「不老騎士」内務副會長兼學術 從小與麥浩賢為朋友 曾與鄧學謙為同班同學兼好友，其後因成績轉差被調至5C班而不和，與其關係撲朔迷離，於第20集成為其男友 渴望與鄧學謙一起入讀香港科技大學商學院 期中考試全級排名第82 於第12集與鄧學謙參加「創業720」比賽，並接受其協助教補習班而重拾舊好 於第17集因自己成績逐漸退步，及被孔兆秋揭露事情自殺不遂，其後於第20集甦醒 | 第1至18集、 第20集 |
| 程仁富 | 周耀榮 | 狗榮 5C班學生、「不老騎士」外務副主席兼福利 傾慕郭可儀，於第20集向其表白不果 有多次示愛經驗，更曾經向校工示愛，但直至目前為止一直單身 | 第1集起            |
| 余家溢 | 祈仲衡 | 奇行種 5C班學生、「不老騎士」文書兼總務 傾慕馬文晴 經常因照顧弟妹而早退、曠課 於第6集的家訪發現其優秀的煮食技巧，並成為學生會勝負的關鍵 | 第1集起            |
| 鄧麗英 | 郭可儀 | 阿Mo、MoMo（周耀榮專稱） 5B班學生、「不老騎士」財政 被周耀榮暗戀 無時無刻吃個不停、懂得模仿聲音 曾經因為極難食的學校飯盒而患上厭食症 於第14集發現有學生會成員偷錢，並被孔兆秋於門外偷聽 | 第2集起            |
| 盧蓁宜 | 梁家欣 | 神婆 5D班學生、「不老騎士」康樂 傾慕周耀榮，於第20集透過塔羅牌占卜而發現孔兆秋為自己的真命天子 沉迷於占卜學、塔羅牌 懂得催眠別人、施行巫蠱娃娃厭勝術 | 第2集起            |

#### 候選學生會「Oasis」成員、評議會成員
- 於第9集在學生會選舉中落敗。因恐怕「不老騎士」在勝出後而放肆，做出一些會違反學生會原則的行為，所以於第10集由梁智揚欽點「Oasis」原班人馬重組成為評議會。

| 演員   | 角色   | 簡介 | 出場集數                                                                                    |
| 唐浩然 | 鄧學謙 | 鄧學囂、Jacky 5A班學生、候選學生會「Oasis」會長，評議會主席，於第19集獲麥浩賢指定頂替其擔任學生會主席 曾與莊子民為同班同學兼朋友，與其關係撲朔迷離，於第20集成為其男友 與麥浩賢不和，後和好 期中考試全級排名第一 中一入學時，因其為馬修書院難得一見的資優生。而被梁校長暗地裏將他和麥浩賢對調，使他能夠入讀精英班，從而令麥浩賢對他產生憎恨 於第10集獲梁文海欽點成為評議會主席 於第12集與莊子民參加「創業720」比賽，並協助其教補習班而重拾舊好 於第19集游說評議會成員與學生會合作反對學校轉成直資，並與麥浩賢聯手在校園電視台直播表態反對學校轉成直資，宣布接替麥浩賢擔任學生會主席 | 第2集起                                                                                     |
| 馬 治  | 孔兆秋 | Machi 5A班學生、「Oasis」外務副主席 2001年5月30日出生 期中考試全級排名第四 於第10集獲梁文海欽點成為評議會成員 於第14集意外發現學生會室的失竊案並偷偷錄音 於第17集「創業720」中期匯報後責怪莊子民而令其失去自信並試圖自殺 於第19集將鄧學謙游說評議會成員與學生會合作反對學校轉成直資一事告知梁文海，實際上是當臥底接近梁文海，以得知教育局與學校的閉門會議舉行時間 於第20集將梁文海要求其向教育局官員表示莊子民是因抵受不住壓力才自殺的錄音，以扳倒梁文海 於第20集被梁家欣透過塔羅牌占卜而發現自己為其真命天子                                                                       | 第2至15集、 第17集、 第19至20集                                                             |
| 李卓毅 | 林偉強 | Walley 5A班學生、「Oasis」內務副主席 傾慕徐家琪 於第10集獲梁文海欽點成為評議會成員 於第13集支持「不老騎士」舉辦「貧富大逃殺」 | 第2至10集、 第13至15集、 第17集、 第19至20集                                                |
| 黎美萱 | 徐家琪 | Michelle 5A班學生、「Oasis」文書 習慣以英文溝通 於第10集獲梁文海欽點成為評議會成員 | 第2至10集、 第13至15集、 第17集、 第19至20集                                                |
| 馬思敏 | 馬文晴 | 5A班學生、「Oasis」總務 期中考試全級排名第五 不會做甜品 於第10集獲梁文海欽點成為評議會成員 於第20集與祈仲衡發展戀情 | 第2至15集、 第17集、 第19至20集                                                             |
| 馮心蕙 | 莫瑞心 | 5A班學生、「Oasis」財政 校董之世侄女，人脈甚廣 於第10集獲梁文海欽點成為評議會成員 | 第2至9集、 第13至15集、 第17集、 第19至20集                                                 |
| 凌健熙 | 王天城 | 5A班學生、「Oasis」美術 最後一輪投票倒戈而令「不老騎士」內閣勝出 於第9集學生會選舉投票日後移民 | 第2至9集                                                                                    |
| 周漢寧 | 莊子民 | 莊子 前「Oasis」成員，於第2集因被調到5C班而被梁智揚趕出「Oasis」 參見學生會「不老騎士」成員 | 莊子 前「Oasis」成員，於第2集因被調到5C班而被梁智揚趕出「Oasis」 參見學生會「不老騎士」成員 |

#### 學校其他持份者
| 演員   | 角色   | 簡介 | 出場集數                                           |
| 麥可怡 | 蔣蔓芝 | 啞同學 傾慕麥浩賢 僅於繪畫時與別人交談 於口語考試期間及被其他學校學生欺負期間受麥浩賢幫助 於第9集帶領一眾在校甚少發表立場的同學來投票給不老騎士，以作報答麥浩賢之前的幫助                                                                                                   | 第4至5集、 第9至10集、 第12集、第15集、 第19至20集 |
| 蔡錫浩 | 劉奇源 | 梁寶儀之子 盧文達的學生 1A班學生（學號23號） 於第8集帶領其他學生前往會議室聲援「不老騎士」成員 於第20集向Bonix表示渴望擔任下屆學生會 | 第3集、 第7至9集、 第13集、第15集、 第20集         |
| 千 雪  | 梁寶儀 | 劉太 劉奇源的母親 家教會主席 以呼籲家長罷買學校膳食供應商為由，威迫梁文海不要懲罰候選學生會「不老騎士」成員 為了劉奇源能夠獲得更好升學機會以及自己女兒能夠獲梁文海准許升讀馬修書院而支持學校轉直資計劃 於第20集接受林美芬的游說，反對馬修轉成直資，並向校董會提出彈劾梁文海 | 第7至8集、 第13集、第15集、 第19至20集             |
| 張蔓姿 | 小百合 | 馬修校園電視台記者 | 第2至3集、 第6集、第9集、 第13集、第19集           |
| 張蔓莎 | 大蓮花 | 馬修校園電視台記者 | 第2至3集、 第6集、第9集、 第13集、第19集           |
| 張滿源 | 校董   | 支持馬修書院轉成直資 | 第5集、第15集、 第20集                             |
| 吳振忠 | 校董   | 支持馬修書院轉成直資 | 第5集、第15集、 第20集                             |
| 齊釨湮 | 校董   | 支持馬修書院轉成直資 | 第5集、第15集、 第20集                             |
| 李英濤 | 細馬生 | 馬修書院創校人的兒子 反對馬修書院轉成直資 | 第5集、第20集                                      |

### 常設角色
| 演員   | 角色       | 簡介                                                                                    | 出場集數                              |
| 吳海昕 | 李韻瑤     | Yoyo 盧文達之女友，於第18集分手 從事補習社工作 與盧文達有十年計畫，期望其得到長約後置業 | 第1至4集、 第9至11集、 第14集、第18集 |
| 陳安瑩 | 薇 姨      | 莊太 莊子民母親                                                                         | 第3集、第12集、 第17至18集、 第20集   |
| 余詩穎 | 莊子民姊姊 | 莊家希母親                                                                              | 第3至4集、 第12集、第18集、 第20集    |

### 其他角色
| 演員   | 角色       | 簡介                                                | 出場集數         |
| 胡希文 | 呂秀娟     | 於第1集因其業績為全校教師中最差而被解僱             | 第1集            |
| 張順德 | 盧文達父親 |                                                     | 第1至2集、 第6集 |
| 袁潔齡 | 盧文達母親 |                                                     | 第1至2集、 第6集 |
| 梁焯霖 | K          | 喜歡蔣蔓芝 跟蹤及告白不遂後，帶領同伙當街襲擊蔣蔓芝 | 第5集            |
| 肥仔釘 |            | 襲擊蔣蔓芝的幫兇，與抱不平的「不老騎士」打架        | 第5集            |
| 爆胎占 |            | 襲擊蔣蔓芝的幫兇，與抱不平的「不老騎士」打架        | 第5集            |
| 提子駿 |            | 拍攝短片講解演說技巧的成功人士                      | 第13集           |
| 楊作堅 | 評審       | 「創業720」評審                                     | 第17集           |
| 蘇裕邦 | 評審       | 「創業720」評審                                     | 第17集           |
| 譚錦輝 | 教育局官員 |                                                     | 第19至20集       |
| 葉運強 | 教育局官員 |                                                     | 第19至20集       |
| 黎笑玲 | 教育局官員 |                                                     | 第19至20集       |

## 每集列表
| 集數 | 標題                 | 播出日期      | 備註   |
| ---- | -------------------- | ------------- | ------ |
| 01   | 被選中的先生         | 2019年6月10日 |        |
| 02   | 一個內閣的誕生       | 2019年6月11日 |        |
| 03   | 會長沒話兒           | 2019年6月12日 |        |
| 04   | 選戰2                | 2019年6月13日 |        |
| 05   | 騎士精神             | 2019年6月14日 |        |
| 06   | 盧Sir出「奇」蛋      | 2019年6月17日 |        |
| 07   | 眾人的僕人           | 2019年6月18日 |        |
| 08   | DQ                   | 2019年6月19日 |        |
| 09   | 投票日               | 2019年6月20日 |        |
| 10   | 改個名又返嚟         | 2019年6月21日 |        |
| 11   | 林副校的咪咪         | 2019年6月24日 |        |
| 12   | 進退維谷             | 2019年6月25日 |        |
| 13   | 貧富大逃殺           | 2019年6月26日 |        |
| 14   | 左右手               | 2019年6月27日 |        |
| 15   | 孤立無援             | 2019年6月28日 |        |
| 16   | 敗瓦                 | 2019年7月1日  |        |
| 17   | 不是努力就能改變的事 | 2019年7月2日  |        |
| 18   | 心裡的聲音           | 2019年7月3日  |        |
| 19   | Infinity War         | 2019年7月4日  |        |
| 20   | 在馬修書院呼喚愛     | 2019年7月5日  | 大結局 |

## 音樂

### 原創歌曲
| 歌名                                                               | 歌手             | 作曲                             | 作詞／改編詞  | 編曲                  |
| ------------------------------------------------------------------ | ---------------- | -------------------------------- | ------------- | --------------------- |
| 《馬修書院校歌》                                                   | 馬修書院學生     | 莊子民、楊智鍠（導演黃智揚化名） | Bonix         | 音樂學智hirsk         |
| 《🎶我要告訴你 只想Break through這制度～🎶》（改編自《愛情陷阱》） | 「不老騎士」成員 | 芹澤廣明                         | 莊子民、Bonix | 入江純、音樂學智hirsk |

## 製作團隊
| - 監製：陳志發 - 導演：黃智揚 - 執行導演：應智贇 - 第一副導演：劉健鴻 - 第二副導演：林子傑 - 籌備副導演：馮德權、莫溢心 - 場記：梁濼兒 - 編劇：黃智揚、吳振忠、史東、黃天城 - 製片：劉海林、卓佳欣 - 製片助理：譚嘉明 - 後期製作統籌：卓佳欣 - 後期製作聯絡：陳穎霞 - 助理製片：郭曉陽 - 攝影指導：黃殷俊 H.K.S.C. - 攝影助理：吳敬懷、鄭浩賢 - B機攝影師：黃駿宇 - 攝影機工：陳均佑、劉耀庭、邱鎮國、謝樂詩、郭俊軒、張樂賢、鄭潤鈿、葉子榮 - 燈光師：馮浩寧 - 燈光助理：岑嘉龍、李炳良、梁珏滔、黃卓賢 - 原創音樂：黃慧儀 - 原創音樂混音：Derek Kwan、黃慧儀 - 原創音樂錄音室：GIG Studio | - 收音師：朱燊霆 - 收音助理：陳曆衡 - 後期聲音製作：Noisy Miner - 美術指導：洪芷清 - 助理美術：梁穎恩、黃紫珊 - 服裝指導：楊琦 - 助理服裝：陳紀文、蘇慧蘭 - 化妝及髮型師：雲娜 - 化妝及發行助理：洪紫君、梁曉晴、張欣怡、徐鈺湄 - 道具領班：張錦麟 - 道具：黃家華、趙文魁、洪日昇、林孝良、陳致衡 - 剪接：何俊謙（H.K.S.E.） - DIT：李文、連樂希 - 視覺特效師：梁寶兒 - 片頭設計：梁穎恩 - 調色師：Jaco Wong - 調色助理：劉愷晴 - 動態平面設計師：劉嘉希 - 場務：蕭小松、陳小麟 - 劇照：吳振忠 - 司機：吳承業 |

## 獎項

### 觀眾在民間電視大奬
| 年份 | 獎項               | 單位                                        | 結果 |
| ---- | ------------------ | ------------------------------------------- | ---- |
| 2019 | 民選最佳劇集       | 《教束》                                    | 獲獎 |
| 2019 | 民選最佳劇本       | 《教束》                                    | 獲獎 |
| 2019 | 民選最佳男主角     | 劉俊謙                                      | 獲獎 |
| 2019 | 民選最佳女主角     | 陳秀雯                                      | 提名 |
| 2019 | 民選最佳女主角     | 麥可怡                                      | 提名 |
| 2019 | 民選最佳男配角     | 周漢寧                                      | 獲獎 |
| 2019 | 民選最佳女配角     | 鄧麗英                                      | 獲獎 |
| 2019 | 民選最佳女配角     | 盧蓁宜                                      | 提名 |
| 2019 | 民選飛躍進步女藝員 | 麥可怡                                      | 獲獎 |
| 2019 | 民選最佳戲劇拍檔   | 周漢寧、唐浩然                              | 提名 |
| 2019 | 民選最佳戲劇橋段   | 學生包圍校長集氣反DQ                        | 提名 |
| 2019 | 民選最佳戲劇橋段   | 盧文達與Yoyo分手聲嘶力竭                    | 提名 |
| 2019 | 民選最佳戲劇橋段   | 投票日啞同學領軍對抗鐵票                    | 提名 |
| 2019 | 民選最佳戲劇橋段   | 首集與尾集「春風化雨盧文達」BANNER 首尾呼應 | 提名 |

## 評價
本劇播出期間（2019年6月），香港正經歷反對逃犯條例修訂草案的遊行及示威活動，連劇組台前幕後事前也沒有信心（收視良好）。而本劇後半部分談及學生反對將馬修書院轉成直資，觸發的「政治風暴」與香港反對修訂逃犯條例的情況不謀而合，因而被觀眾稱為本劇為該年度的神劇及預言劇。而一句對白︰「一個真正的領袖不應該高高在上，應該成為眾人的僕人。」更成為劇中金句。
直至2022年10月中旬，此劇在豆瓣網的評分為8.3分，共有524人評價。

## 外部連結
- ViuTV《教束》官方節目重溫 （页面存档备份，存于）
- 豆瓣电影上《教束》的資料 （简体中文）

## 作品的變遷
| 香港 ViuTV 星期一至五 21:30－22:00 · 6月17日 21:50－22:20 | 香港 ViuTV 星期一至五 21:30－22:00 · 6月17日 21:50－22:20 | 香港 ViuTV 星期一至五 21:30－22:00 · 6月17日 21:50－22:20 |
| --------------------------------------------------------- | --------------------------------------------------------- | --------------------------------------------------------- |
|                                                           | 教束 （2019年6月10日－2019年7月5日）                      |                                                           |
| 婚內情 （2019年4月29日－2019年6月9日）                    | 仇老爺爺 （2019年7月8日－2019年8月2日）                   |                                                           |

| 香港 ViuTV 星期二至六（星期一至五深夜）01:00－01:30                      | 香港 ViuTV 星期二至六（星期一至五深夜）01:00－01:30 | 香港 ViuTV 星期二至六（星期一至五深夜）01:00－01:30 |
| ------------------------------------------------------------------------ | --------------------------------------------------- | --------------------------------------------------- |
|                                                                          | 教束 （第1－5集） （2021年4月27日－2021年5月1日）   |                                                     |
| 假設性無罪 （第1－5集） （2021年4月20日－2021年4月24日）（01:00－02:00） | 詭探 （第1－5集） （2021年5月4日－2021年5月8日）    |                                                     |

| 加拿大 新時代1台 星期六 21:45－23:30   | 加拿大 新時代1台 星期六 21:45－23:30 | 加拿大 新時代1台 星期六 21:45－23:30 |
| -------------------------------------- | ------------------------------------ | ------------------------------------ |
|                                        | 教束 （2019年7月13日－8月10日）      |                                      |
| 婚內情 （2019年5月18日－2019年7月6日） | —                                    |                                      |